# Kazan Kremlin Cup 2012
La Kazan Kremlin Cup 2012 è stato un torneo professionistico di tennis maschile giocato sul cemento indoor. È stata la 3ª edizione del torneo che fa parte dell'ATP Challenger Tour nell'ambito dell'ATP Challenger Tour 2012. Si è giocato a Kazan' in Russia dal 30 gennaio al 5 febbraio 2012.

## Partecipanti

### Teste di serie
| Nazionalità | Giocatore               | Ranking* | Testa di serie |
| ----------- | ----------------------- | -------- | -------------- |
| Tunisia     | Malek Jaziri            | 123      | 1              |
| Austria     | Andreas Haider-Maurer   | 127      | 2              |
| Spagna      | Arnau Brugués-Davi      | 138      | 3              |
| Spagna      | Daniel Muñoz de la Nava | 139      | 4              |
| Rep. Ceca   | Jan Hájek               | 140      | 5              |
| Russia      | Tejmuraz Gabašvili      | 141      | 6              |
| Russia      | Evgenij Donskoj         | 144      | 7              |
| Estonia     | Jürgen Zopp             | 148      | 8              |

- Ranking al 24 gennaio 2012.

### Altri partecipanti
Giocatori che hanno ricevuto una wild card:
- Aydin Akhmetshin
- Anton Manegin
- Stanislav Vovk
- Daniyal Zagidullin

Giocatori passati dalle qualificazioni:
- Radu Albot
- Thomas Fabbiano
- Evgenij Kirillov
- Mikhail Ledovskikh
- Illja Marčenko (lucky loser)
- Denis Matsukevich (lucky loser)

## Campioni

### Singolare
Jürgen Zopp ha battuto in finale  Marius Copil con il punteggio di 7–6(4), 7–6(4)

### Doppio
Sanchai Ratiwatana /  Sonchat Ratiwatana hanno battuto in finale  Aljaksandr Bury  /  Mateusz Kowalczyk con il punteggio di 6–3, 6–1